# 佐野市立図書館

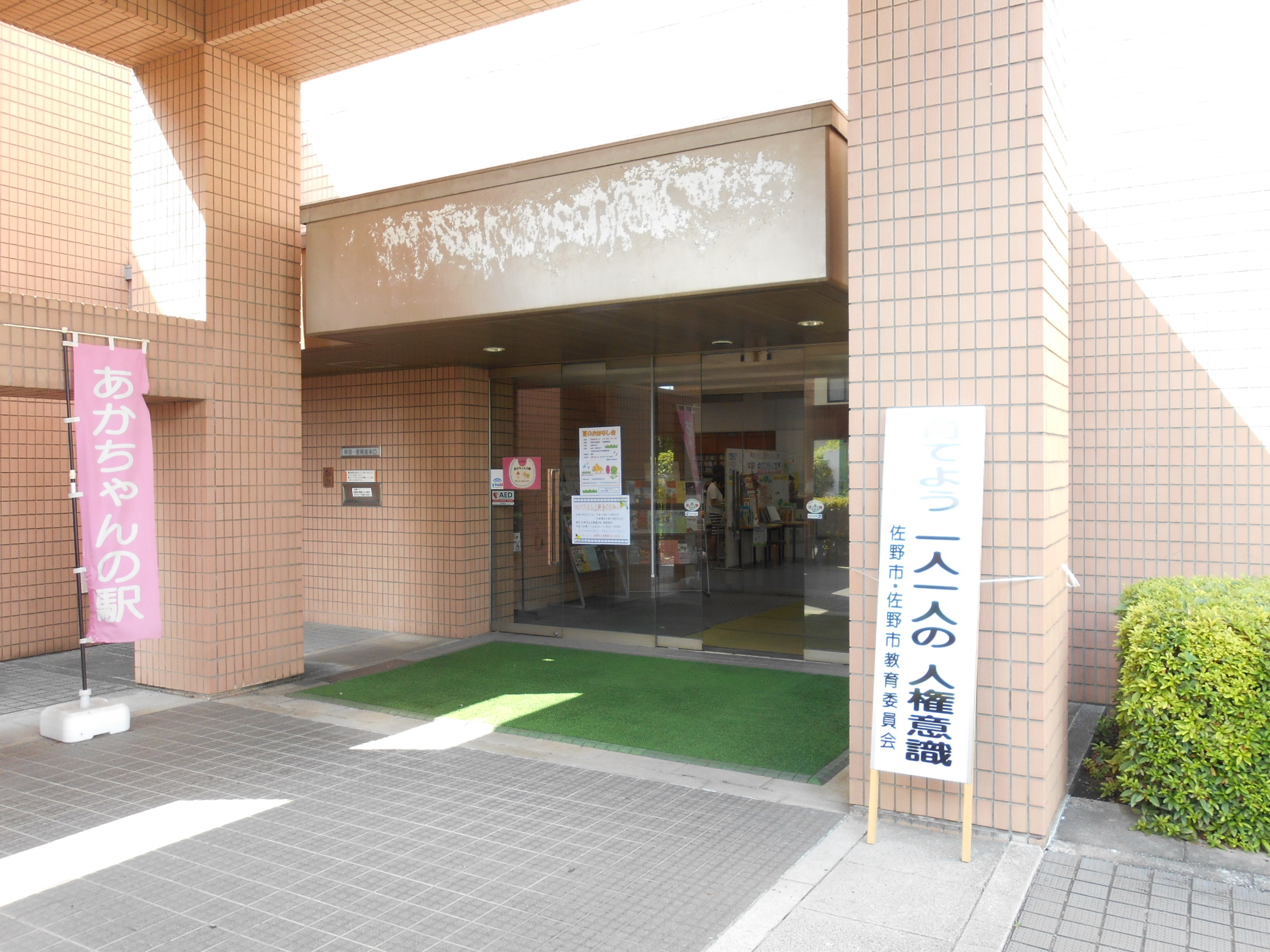
佐野市立図書館入口

佐野市立図書館（さのしりつとしょかん）は栃木県佐野市にある市立図書館である。
佐野市が管理運営する図書館には、佐野市立図書館、佐野市立田沼図書館、佐野市立葛生図書館があり、移動図書館のひまわり号がある。

## 概要
2005年2月28日に旧佐野市・安蘇郡田沼町・安蘇郡葛生町が合併したことにより、田沼町立図書館・葛生町立図書館がそれぞれ佐野市立田沼図書館・佐野市立葛生図書館となった。

## 歴史
1943年4月1日の佐野市合併以前の図書館には、1916年1月12日に犬伏町で犬伏町立図書館々則を制定し犬伏小学校内に設置していた御大典記念犬伏町図書館と、1925年12月に旗川村で旗川小学校内に設立していた旗川村図書館がある(2館とも閉館時期不明)。
また、旧田沼町地区の新合村には新合小学校内に設置した新合村立図書館があった。

## 佐野市立図書館

### 利用案内
図書館の入館や利用はだれでも可能であるが、館外貸出には利用者登録が必要で、佐野市内に在住・通勤・通学者、または両毛広域都市圏内(栃木県足利市、群馬県桐生市・太田市・館林市・みどり市・板倉町・千代田町・明和町・邑楽町・大泉町)在住者、が利用者登録をすることで図書の貸出ができるようになる。
館外貸出
図書 	2週間で読める冊数
雑誌 	10冊
CD 　3点まで
DVD 	2点
ビデオ 2週間で視聴できる点数
各貸出期間は14日間。
開館時間
午前9時～午後7時
休館日
毎週月曜日（祝日の場合は開館し翌日も平常通り開館、尚8月は休館なし）
特別整理期間（年間5日以内）
年末年始（12月30日 - 1月3日）

### アクセス
- JR両毛線佐野駅・東武佐野線佐野駅から10分(800m)
- 東北自動車道佐野藤岡ICから自動車で12分(6.2 km)

自動車75台、自転車150台の駐車スペースあり

### 年表
- 1951年6月13日 - 佐野市立図書館条例制定
- 1951年10月16日 - 金屋仲町基督教団佐野教団の一部を借用し市立図書館を開館
- 1952年7月1日 - 図書の貸出し開始(1人1冊7日間)
- 1953年4月1日 - 市立図書館を亀井町の佐野織物協同組合内へ移転
- 1962年2月1日 - 市立図書館を大祝町の天明小学校雨天体操場へ移転
- 1962年6月27日 - (財)日韓国土顕彰会から寄贈された須永文庫資料受け入れ[8]
- 1962年9月1日 - 市立図書館を金井上町の中央公民館へ移転
- 1966年9月21日 - 市立図書館を大祝町の元栃木県立佐野保健所の建物を活用し移転
- 1971年4月1日 - 小学校(4年生以上)にも図書の貸出し開始
- 1976年9月1日 - 館外貸出しを1人3冊まで小学校以上とした
- 1982年4月8日 - 現在地の大蔵町にて新図書館起工式
- 1983年3月10日 - 現在地の大蔵町にて市立図書館完成
- 1983年3月15日 - 現在地の大蔵町にて市立図書館開館式
- 1983年3月16日 - 一般利用開始、貸出しは1人5冊まで
- 1985年1月　　-　須永文庫資料の一部を佐野市郷土博物館へ移管
- 1994年4月    - CD貸出開始
- 1996年4月　　- ビデオ貸出開始
- 1996年10月　- ブックリサイクル開始
- 2003年4月1日 - DVD貸出開始
- 2003年10月 - 館内インターネット端末設置
- 2004年4月1日 - 図書館ホームページ開設
- 2005年2月28日 - 旧佐野市、田沼町、葛生町合併、合併により佐野市立図書館条例制定

## 佐野市立田沼図書館

### 利用案内
開館時間
午前9時～午後6時
休館日
火曜日（祝日の場合は開館し翌日も平常通り開館、尚8月は休館なし）
特別整理期間（年間5日以内）
年末年始（12月30日 - 1月3日）

### アクセス
- 東武佐野線田沼駅から徒歩20分(1.5km)
- 北関東自動車道佐野田沼ICから自動車で5分(2.3km)

### 年表
- 1950年7月 - 県移動図書館による巡回貸出しが開始
- 1956年5月 - 中央公民館落成と同時に図書館を設置、公民図書館として図書の貸出しを開始
- 1979年7月 - 田沼町立図書館設置条例が公布、勤労青年ホームの2階で貸出業務を開始
- 1981年4月 - 田沼町立図書館の開館
- 1983年10月 - 貸出年齢制限の廃止等を行う
- 1991年1月 - 貸出冊数制限3冊を5冊にする
- 1993年8月 - ビデオ、CDの館外貸出開始
- 2005年2月28日 - 合併により佐野市立図書館田沼図書館になる

## 佐野市立葛生図書館

### 利用案内
開館時間
午前9時～午後6時
休館日
月曜日（祝日の場合は開館し翌日も平常通り開館、尚8月は休館なし）
特別整理期間（年間5日以内）
年末年始（12月30日 - 1月3日）

### アクセス
- 東武佐野線葛生駅から徒歩15分

### 年表
- 1924年7月 - 葛生小学校敷地内に石造2階建て図書館完成
- 1924年7月 - 町議会議決を経て町移管となり、葛生町立図書館となる
- 1924年12月 - 栃木県の公立図書館として認可される
- 1955年1月5日 - 葛生町立図書館条例制定
- 1963年1月 - 葛生会館2階へ図書館移転
- 1979年3月27日 - 葛生町文化センターへ図書館移転
- 2005年2月28日 - 合併により佐野市立葛生図書館になる